# Bianca Heinicke
Bianca „Bibi“ Heinicke (* 6. Februar 1993 in Köln) ist eine deutsche Influencerin und ehemalige Webvideoproduzentin. Sie wurde ab etwa 2013 mit ihrem YouTube-Kanal BibisBeautyPalace bekannt, auf dem sie Lifestyle-, Mode und Kosmetik-Videos veröffentlichte. Von 2016 bis 2022 war sie von allen YouTubern mit deutschsprachigen Kanälen diejenige mit den meisten Abonnenten. Seit Mai 2022 veröffentlicht sie keine neuen Videos und begründete dies später mit einem persönlichen Lebenswandel, der unter anderem einen Digital Detox und viel Meditation beinhaltete. Heute bewirbt sie auf ihrem Instagram-Kanal sowie einem Blog einen solchen achtsamen Lebensstil.

## Privatleben
Heinicke wuchs in Köln mit einer jüngeren Schwester auf. Ihre Mutter ist Erzieherin, ihr Vater im Außendienst tätig. Nach dem Abitur begann sie ein Studium der Sozialwissenschaften, das sie abbrach. Von 2018 bis 2024 war sie mit dem Influencer Julian Claßen (Julienco) verheiratet, mit dem sie von 2009 bis 2022 liiert war. Das Paar hat zwei Kinder. Nach der Trennung von ihrem Mann im Mai 2022 lebte Heinicke bis Januar 2024 von der Öffentlichkeit zurückgezogen. Im Juni 2024 machte sie ihre Beziehung mit dem Lifecoach Timothy Hill öffentlich.

## Karriere als YouTuberin (2012–2022)
Im Dezember 2012 lud sie das erste Video ihres Kanals BibisBeautyPalace auf YouTube hoch. Anfangs beschränkte sie sich auf die Themen Mode und Kosmetik, stellte dabei Kosmetikprodukte und Kleidung vor und gab Schminkanleitungen sowie Modetipps. Mit ihrem Kanal gewann sie den PlayAward 2014 der Videodays in der Kategorie Beauty, Lifestyle, Fashion.
Mit steigender Popularität des Kanals begann sie, ihre Videos auch Lifestyle-Themen und ihrem Privatleben zu widmen. Außerdem veröffentlicht sie humoristische 10 Arten …-Videos, in denen sie themenbezogene Verhaltensweisen übertrieben porträtiert. Diese zählen mit mehreren Millionen Aufrufen zu ihren erfolgreichsten Videos. In vielen ihrer YouTube-Videos trat sie zusammen mit ihrem Ehemann Julienco auf. Die nach den beiden benannte Julian Claßen & Bianca Heinicke GbR firmierte als Betreiberin von BibisBeautyPalace. Bis 2015 ging Heinicke regelmäßig Kooperationen mit den befreundeten YouTubern Dagi Bee und Liont ein.
2014 wurde sie vom Tourismuskonzern Thomas Cook Group als Werbeträger für den Reiseveranstalter Neckermann Reisen engagiert. Die Webangebote um BibisBeautyPalace werden seit Oktober 2014 von der Kölner Künstleragentur Check One Two Perfect GmbH, deren Miteigentümer der Schauspieler Tom Beck ist, verwaltet und vermarktet. 2015 und 2016 wurde Heinicke in Youtube Rewind vorgestellt.
Heinicke überholte 2016 Gronkh in der Anzahl ihrer Abonnenten und war fortan von allen YouTubern mit deutschsprachigen Kanälen diejenige mit den meisten Abonnenten – diesen Status behielt sie bis 2022, als sie keine Videos mehr veröffentlichte und daraufhin von Julien Bam überholt wurde. Durch Adsense, Sponsoring, Testimonials, Werbeartikel und Provisionen aus Affiliate-Marketing sowie der Kosmetikmarke Bilou („Bibi Loves U“), die von der nuwena GmbH betrieben wird, an der die Julian Claßen & Bianca Heinicke GbR damals zu 43 Prozent beteiligt war, hat Heinicke 2017 Schätzungen zufolge monatlich mehr als 100.000 Euro eingenommen.
Im Mai 2017 veröffentlichte sie unter dem Namen Bibi H. mit dem Lied How It Is (Wap Bap …) ihre erste Single. Der Song war bereits einige Jahre vorher von Sam Sommer und Dave Knight geschrieben worden und wurde von Warner Music veröffentlicht. Der Song erreichte die Top Ten der Musikcharts in Deutschland und Österreich, wurde aber auf YouTube mit über drei Millionen Dislikes (Mitte 2019) das am schlechtesten bewertete Video eines deutschsprachigen YouTube-Kanals.
Ihr YouTube-Video Wir zeigen euch unser Haus, in dem das Paar den Zuschauern einen Einblick in ihr Haus gewährten, schaffte es mit über sechs Millionen Abrufen (Ende 2020) auf Platz drei der Top Trending Videos in Deutschland 2020. 2021 ließ sie Schönheitsoperationen zur Brustvergrößerung mit Implantaten und eine Nasenkorrektur durchführen und thematisierte diese Eingriffe in ihren Videos. Von Mai 2022 bis Mai 2025 erschienen keine neuen Videos mehr auf ihrem YouTube-Kanal.

### Kritik
Als sie im Februar 2014 gemeinsam mit der befreundeten YouTuberin Dagi Bee ihre Fans zu einer nicht genehmigten Autogrammstunde auf dem Roncalliplatz in die Kölner Innenstadt eingeladen hatte, folgten laut Polizeiangaben etwa 500 Teenager dieser Einladung, und es bildete sich eine große Menschenmenge. Nachdem das Fantreffen eskalierte und es zu einer Massenhysterie kam, musste die Veranstaltung aus Sicherheitsgründen abgebrochen werden. Vier jugendliche Fans wurden leicht verletzt. Gegen die beiden YouTuberinnen wurde ein Bußgeldverfahren eingeleitet. Auch bei weiteren Treffen konnte die Sicherheit nicht gewährleistet werden, weshalb die Veranstaltungen abgebrochen wurden.
Sie und andere deutsche YouTuber wurden 2015 unter anderem von dem Satiriker und Moderator Jan Böhmermann wegen versteckter Werbung kritisiert, die sich vor allem an Minderjährige richtet. Derartige Vermarktungsprinzipien, die bei vielen YouTubern als Geschäftsmodell verbreitet sind, werden von den Kritikern angeprangert. Das sogenannte Influencer-Marketing und das „schamlose Product Placement“ richten sich hier vor allem an eine junge Zielgruppe, die häufig noch nicht über die entsprechende Medienkompetenz verfügt, um den Werbezweck derartiger Videos zu erkennen. Dabei werde das Vertrauensverhältnis zwischen den Leitfiguren und ihrem jugendlichen Massenpublikum ausgenutzt.
Als die Deutsche Telekom in Zusammenarbeit mit ihr im Oktober 2015 ein „Bibi-Phone“, eine Spezialversion des Smartphones Sony Xperia M4 Aqua, das sich durch den Aufdruck ihres Porträts und Unterschrift unterscheidet, zum Preis von etwa 250 Euro auf den Markt brachte, sorgte dies für einen Shitstorm in den sozialen Medien. Kritisiert wurden vor allem der überhöhte Preis und die Vermarktung an die meist jüngeren Bibi-Fans. Außerdem waren lediglich drei Gigabyte des internen Speicherplatzes nutzbar. Heinicke äußerte in Interviews, die sie im Zusammenhang mit einer Ende 2015 in Berlin veranstalteten Konferenz für Influencer-Marketing gab, wenig Verständnis für diese Kritik und bekannte, dass sie keine Probleme mit Schleichwerbung habe, sondern „dass das Verständnis dafür noch viel zu gering“ sei und erst langsam zu wachsen beginne.
2019 wurde sie erneut von Böhmermann kritisiert, dieses Mal wegen ihrer Mitwirkung an Werbespots für das Handy-Spiel Coin Master, das Glücksspiel-Elemente enthält und sich vor allem an eine jüngere Zielgruppe richtet. Im Podcast Plantbased der Zeitschrift This Is Vegan distanzierte sie sich von einigen Kooperationen und sagte, dass sie heute u. a. nicht mehr mit dem Fast-Fashion Unternehmen Shein kooperieren würde und einige Partnerschaften neu reflektiere.

## Lebenswandel (seit 2022)
Seit Juli 2024 betreibt sie einen Blog, der Themen wie Veganismus und Meditation behandelt. Sie besucht eine Kunstschule und macht ein Fernstudium zur veganen Ernährungsberaterin. Zuvor hatte sie bereits ihr Pseudonym BibisBeautyPalace abgelegt und tritt seitdem unter ihrem Klarnamen auf.

## Filmografie
- 2015: Kartoffelsalat – Nicht fragen!
- 2016: RedOne – Don’t You Need Somebody (Musikvideo)[47]
- 2017: Ritter Rost 2 – Das Schrottkomplott (Synchronstimme)[48]
- 2017: Die Schlümpfe – Das verlorene Dorf (Synchronstimme)[49]

## Fernsehauftritte
- 2015: TV Total[50]
- 2018: Klein gegen Groß (ARD)[51]
- 2018: Wer weiß denn sowas? (ARD)[52]
- 2019: Das Quizduell (ARD)[53]
- 2025: Klein gegen Groß (ARD)[54]

## Diskografie
Singles
- 2017: How It Is (Wap Bap …) (als Bibi H.)